# Phong Nha – Kẻ Bàng Nemzeti Park

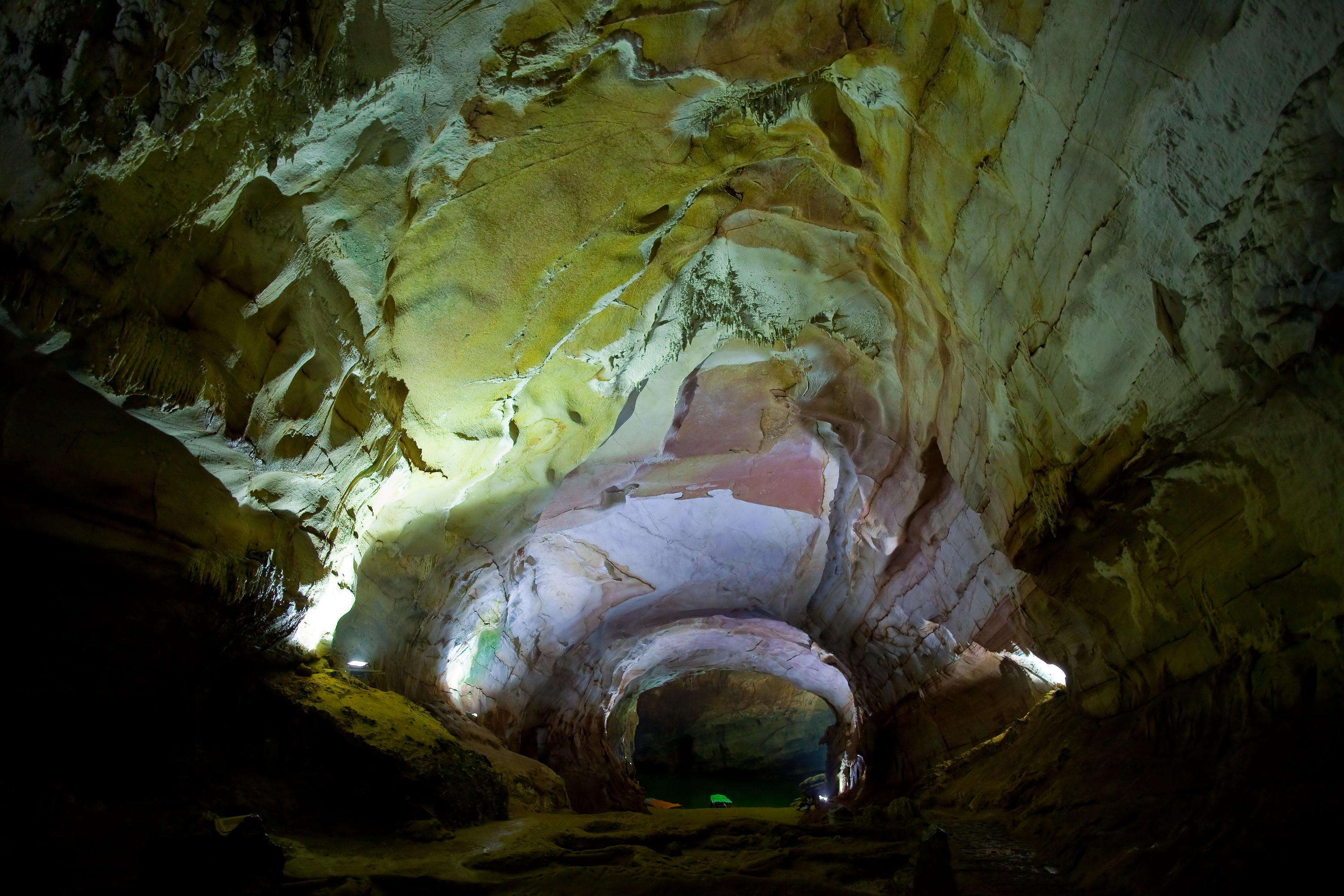
A Phong Nha-barlang belülről

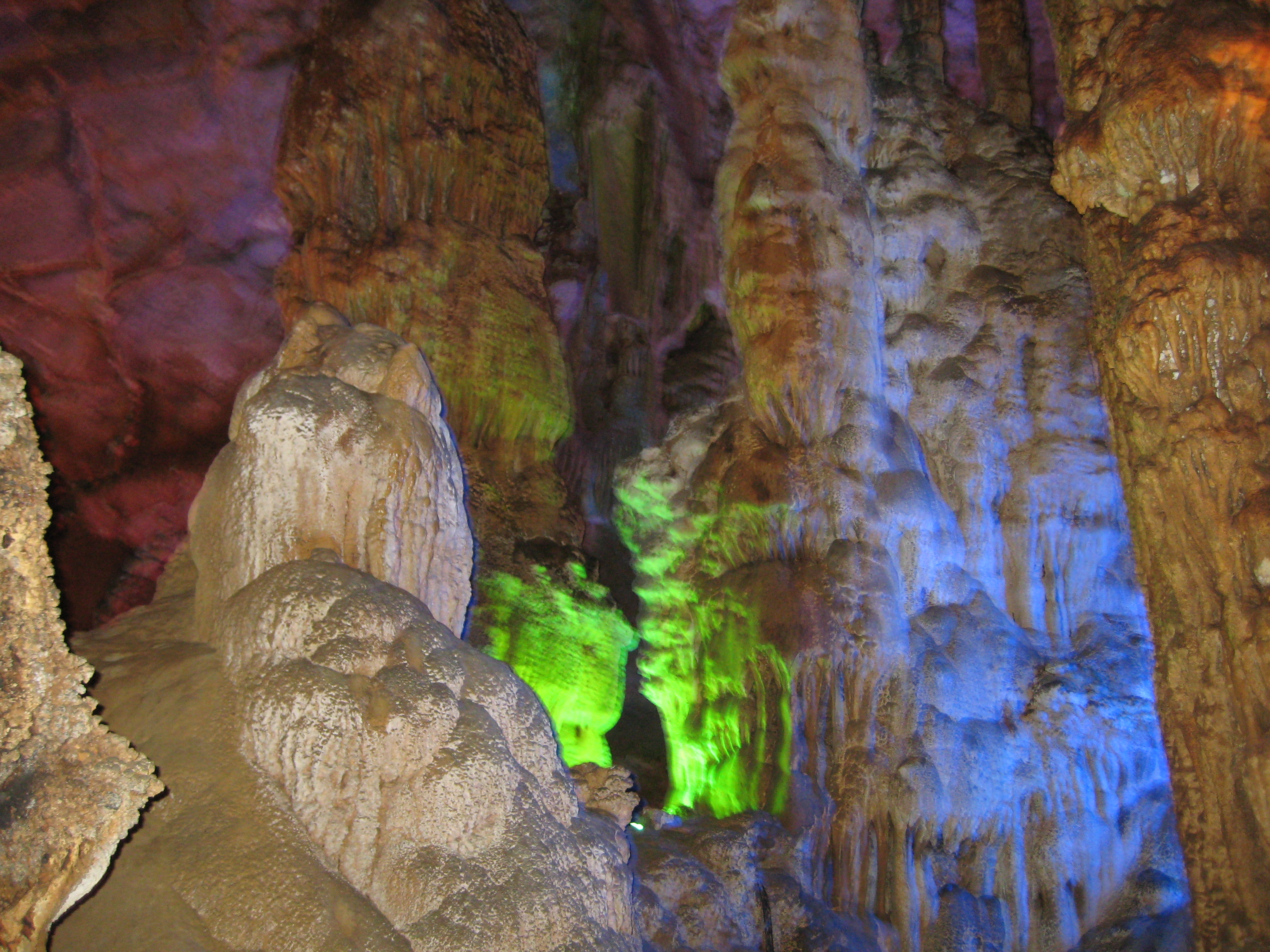
A Száraz-barlang belülről

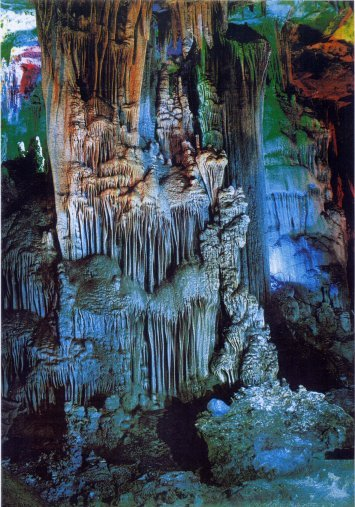
A Tien Son-barlang

Phong Nha – Kẻ Bàng Nemzeti Park (vietnámi nyelven: Vườn quốc gia Phong Nha-Kẻ Bàng) a Quảng Bình tartományban, Vietnámban fekvő nemzeti park. Đồng Hới városától kb. 40 kilométerre északra található. A nemzeti park 2003 óta az UNESCO világörökség része. A védett területen őserdők és barlangok, ritka állatfajok és föld alatti folyók találhatók. A 300 barlang járatainak hossza összesen 70 km, amelyből brit és vietnámi tudósok eddig 20 kilométernyit tártak fel. Ebben a nemzeti parkban található a Hang Sơn Đoòng, melyről elképzelhető, hogy a világ legnagyobb barlangja.